# Eduardo Caianiello
Eduardo Renato Caianiello (Napoli, 25 giugno 1921 – Napoli, 22 ottobre 1993) è stato un fisico italiano che ha introdotto nuove idee matematiche nella teoria quantistica dei campi e della rinormalizzazione.
I suoi principali contributi hanno riguardato la teoria quantistica dei campi e la cibernetica, in particolare le reti neurali adattative. Ha dato contributi importanti agli studi sulla possibilità di costruire modelli del cervello.
Ha affiancato alla ricerca scientifica un'intensa attività organizzativa e direttiva. Ha fondato e diretto l'Istituto di Fisica Teorica dell'Università di Napoli, il Laboratorio di Cibernetica del CNR ad Arco Felice (Napoli), la Facoltà di Scienze Matematiche, Fisiche e Naturali dell'Università di Salerno, l'Istituto Internazionale per gli Alti Studi Scientifici (IIASS) a Vietri sul Mare (Salerno) e la Scuola di Perfezionamento in Scienze cibernetiche e fisiche.
Molti sono gli allievi e continuatori del pensiero scientifico di Caianiello. 

## Biografia
All'età di 21 anni, viene arruolato come sottufficiale nel genio. Durante la seconda guerra mondiale, partecipa agli scontri bellici sul fronte africano, combattendo a El Alamein. A seguito di una ferita. è rimpatriato in Italia e insignito di una croce di guerra. Si laurea quindi in fisica all'Università di Napoli il 14 dicembre 1944, con il professore Antonio Carrelli e una tesi dal titolo Una verifica sperimentale della teoria di Debye sulla dispersione anomala nei liquidi dipolari. Nel 1946 si sposa con Carla Persico e diventa assistente di Carlo Tolotti, che teneva la cattedra di meccanica razionale.
Nel 1948, ottiene una borsa di studio dal Massachusetts Institute of Technology (MIT) e conseguentemente studia negli Stati Uniti col fisico Robert Marshak, con cui ottiene il PhD all'Università di Rochester (Stato di New York) nel 1950 con una tesi intitolata Investigation of the Decay and Absorption of Mesons. Part I: Beta-decay and the possible electron-decay of the pi-meson. Part II: On the spin of the mu-meson. Dopo avere insegnato a Torino, Roma e Princeton, dal 1956 è stato professore di fisica teorica, prima all'Università di Napoli e poi, dal 1973, nell'Università di Salerno. Nel 1956 a Napoli riprende quella cattedra di fisica teorica che era stata di Ettore Majorana e si adopera per dotare il nuovo istituto di fisica teoria di via Tari di risorse. Antonio Carrelli, professore di fisica sperimentale, dirigeva all'epoca l'Istituto fisico, limitato in personale e finanze. Caianiello rilancia l'attività didattica e di ricerca, fomentando la partecipazione e l'organizzazione di workshop e conferenze che proiettano l'istituto napoletano fra i punti di riferimento del panorama scientifico internazionale. Dal punto di vista della didattica, vengono introdotti tre indirizzi del corso di laurea in fisica: generale, didattico e applicativo, e viene introdotto il corso di cibernetica. L'istituto di fisica teorica si trasferisce quindi nel novembre 1957 nel padiglione 19, allora in disuso, della Mostra d'Oltremare, che Caianiello fa ristrutturare (ristrutturazione che dura fino al 1959).

### La scuola napoletana di cibernetica
L'Istituto di Fisica Teorica assume un ruolo di riferimento per gli scambi della comunità internazionale già a partire dal 1958, quando la scuola di perfezionamento in fisica teorica e nucleare viene inaugurata da Werner Heisenberg, invitato da Caianiello stesso. Gli anni 1960 marcano il "periodo d'oro", quando le scuole organizzate da Caianiello evidenziano i collegamenti multidisciplinari della fisica moderna, fomentando la partecipazione di scienziati di chiara fama alla vita dell'Istituto. Così a Napoli viene a dare un ciclo di lezioni Norbert Wiener di cibernetica nel 1958, nel 1960 e nel 1962 nell'ambito di un corso tenuto da Valentino von Braitenberg – che teneva il corso di cibernetica dalla sua creazione nel 1961 –, Cybernetics of neural processes. Nel 1964, Caianiello organizza la scuola estiva di matematica di Ravello che, per le novità scientifiche presentate e il clima innovativo che si respira in quei primi anni 1960, divenne una straordinaria piattaforma scientifica, testimone di numerose innovazioni destinate ad avere un'eco nei decenni successivi sia per l'impatto sul piano della ricerca internazionale sia come trampolino di lancio di numerosi giovani scienziati. A Ravello muove i primi passi la teoria della complessità, con Michael Arbib che presenta alcune dimostrazioni formali, Corrado Bohm e Wolf Gross presentano il loro linguaggio CUCH, un linguaggio funzionale di programmazione, Martin Davis illustra in alcune lezioni le relazioni tra equazioni diofantee e insiemi ricorsivamente enumerabili, che poi userà nel suo decisivo contributo alla risposta negativa (ovvero l'impossibilità di trovare una soluzione generale) del decimo problema di Hilbert, risultato al quale arriverà assieme a Julia Robinson e Hilary Putnam e, finalmente, Yuri Matiyasevich. Partecipano, illustrando alla platea di studenti le loro più recenti ricerche, Claude Berge, Julius Richard Büchi, Michael Rabin, Marco Schützenberger e Maurice Nivat. John Holland descrive, sempre in quella occasione, quella che poi diventerà la base formale degli algoritmi genetici.
Attorno a Caianiello si organizza il gruppo di cibernetica napoletano, le cui ricerche sono incentrate sulla realizzazione di reti neurali artificiali. La novità dei modelli proposti dal gruppo risiede nella descrizione delle dinamiche delle reti. Caianiello introduce due equazioni per descrivere l'aggiornamento delle reti neurali. La rete, vista come un insieme di neuroni interconnessi, si aggiorna sulla base dello stato di ciascun neurone, ma con modalità "lente" e "veloci". Una prima equazione "neuronica" descrive il cambiamento di ogni neurone sulla base dello stato dei neuroni a esso afferenti. Una seconda equazione, detta "mnemonica", descrive il cambiamento dei coefficienti di accoppiamento fra neuroni, ossia i pesi che governano la connessione fra ciascuna coppia di neuroni, sotto l'ipotesi che le variazioni dei pesi siano molto più lente nell'avvenire che quelle dello stato dei neuroni. Quest'ipotesi è detta "ipotesi adiabatica dell'"apprendimento" e governa l'intero studio successivo sulle reti neurali.
Ma ben presto si aggiungono all'attività del gruppo ricerche dal respiro più multidisciplinare. L'approccio sperimentale, basato sul modello neurofisiologico animale, vede la creazione da parte di Giuseppe Trautteur, di Giuseppe Gambardella e dello stesso Caianiello, di reti di 80 neuroni artificiali costruiti con componenti elettromeccanici e collegati con delle resistenze variabili mediante potenziometri per simulare i cambiamenti di pesi. Aldo de Luca e Luigi Maria Ricciardi sviluppano modelli matematici per reti neurali con una componente probabilistica nell'attivazione dei neuroni. Anni più tardi, alla fine degli anni 1960, Ernesto Burattini sviluppa un'altra rete neurale con componenti hardware, DIANA (DIgital Analogic NeurAL net) e su questa linea, l'Istituto vede la creazione di altre reti neurali, per lo più booleane ossia con elementi con soli due stati, fatte di elementi elettronici che riprendevano il modello descritto da Caianiello negli anni 1960.
La fine degli anni 1960 e l'inizio degli anni 1970 vede la diaspora scientifica separare il gruppo napoletano. Nel 1968, Caianiello fonda il Laboratorio di Cibernetica in seno al CNR di Arco Felice, lasciando la direzione del Dipartimento di Fisica Teorica a Bruno Preziosi, mentre Braitenberg si trasferisce al Max-Planck Institut für Biologische Kybernetik di Tubinga. Restano all'Istituto di Fisica Teorica di Napoli Giuseppe Trautteur, Francesco Lauria, che ristrutturano il gruppo attorno a nuove linee di ricerca e nuovi ricercatori. Sotto la direzione di Preziosi, l'Istituto acquisisce nuove piattaforme sperimentali e spinge, fra l'altro, la diffusione che la Fisica della materia sta avendo in quegli anni 1970.
Dopo alcuni anni all'Università di Salerno, che aveva raggiunto nel 1972-3 e dove aveva fondato la Facoltà di Scienze, Caianiello fonda e diventa il presidente nel 1981 dell'International Institute for Advanced Scientific Studies (IIASS) e partecipa alla creazione, nel 1989, della Società italiana di reti neuroniche (SIREN).

## Pubblicazioni
- (EN) Eduardo R. Caianiello, Outline of a theory of thought-processes and thinking machines, in G. Shaw, G. Palm (a cura di), Brain Theory: v. 1 (Advanced Series in Neuroscience), J. Theor. Biol. 1, 2ª ed., 1988  [1961],  pp. 204-235, ISBN 978-9971-5-0484-7.
- (EN) Caianiello, Eduardo R., Lectures on the many body problem, Londra, New York, Academic Press, 1964, SBN UBO0298631.
- Caianiello, Eduardo R. (a cura di), New concepts and technologies in parallel information processing, Leyden, Noordhoff, 1975, 1975, ISBN 90-286-0553-3.
- Caianiello, Eduardo R., Da Newton ad Einstein, Napoli, Guida, 1981, ISBN 88-7042-066-3.
- Eduardo R. Caianiello, Maria Marinaro (a cura di), Fisica: per i licei, Milano, Garzanti, 1987, SBN CFI0057862.
- Sulla costituzione di un organismo di consulenza e promozione nei settori: Ricerca applicata. Insegnamento di tecnologie. Programmazione e organizzazione, Stampa editoriale, SBN RML0388517.
- (EN) E. R. Caianiello (a cura di), Physics cognitive processes, Singapore, World Scientific, 1987, SBN UBO1193603.
- (EN) E. R. Caianello (a cura di), Topics in general theory of structures, Dordrecht, Reidel, 1987, SBN TO00534926.
- Eduardo R. Caianiello, Dalla cibernetica di Wiener allo studio delle strutture, Salerno, Università degli Studi di Salerno, 1999, SBN CAM0212086.